# Kungliga Arméintendenturförvaltningen
Kungliga Arméintendenturförvaltningen (KAIF) var en svensk statlig förvaltningsmyndighet som existerade 1954–1963. Den sorterade under Försvarsdepartementet och hade till uppgift att i tekniskt och ekonomiskt avseende utöva högsta ledningen av och uppsikten över intendenturförvaltningen vid armén.

## Historik och organisation

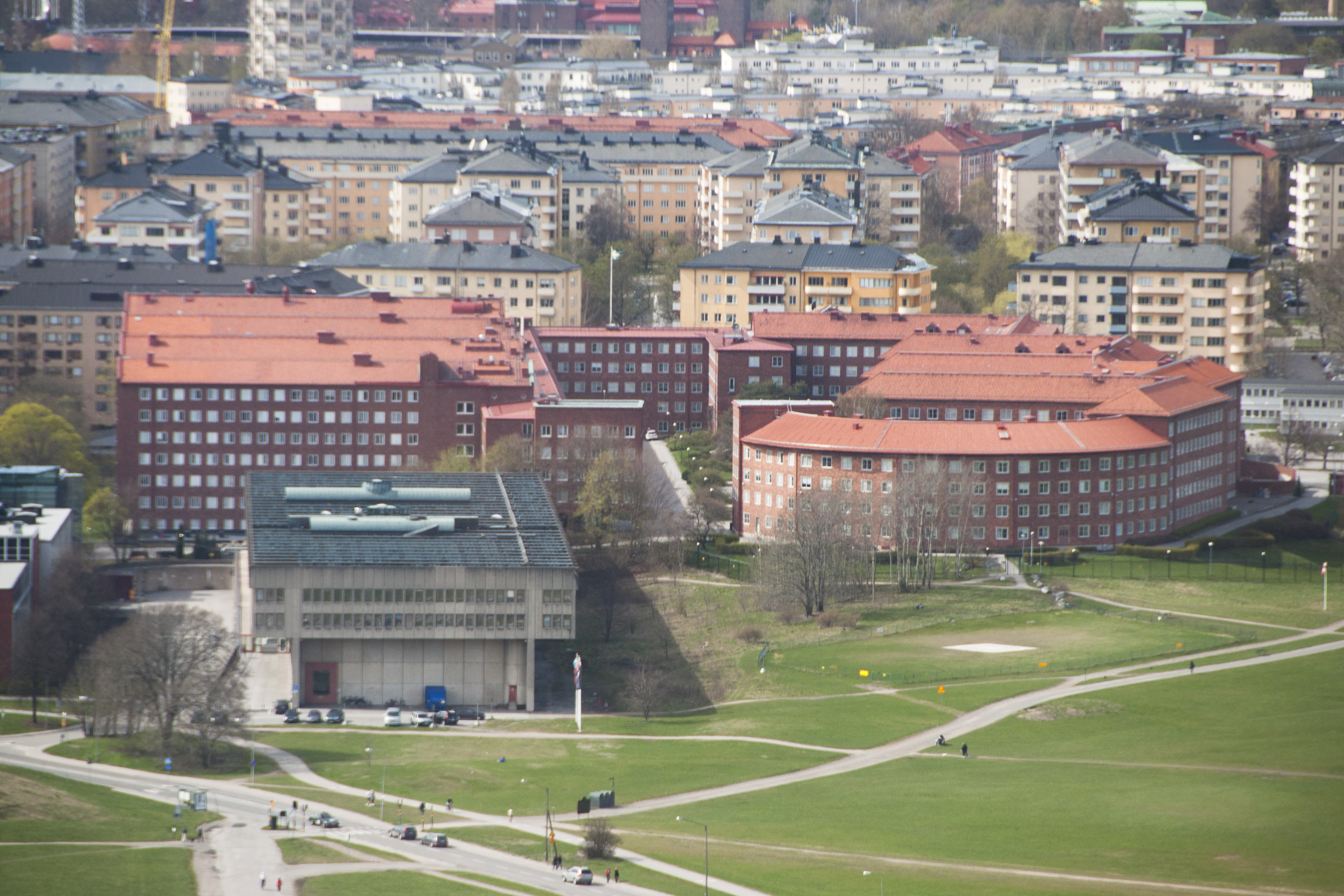
Myndigheten hade sina lokaler i Tre Vapen i Stockholm. Byggnadskomplexet ses här från Kaknästornet.

Intendenturavdelningen vid Arméförvaltningen (KAFI) ombildades den 1 juli 1954 till en självständig myndighet under namnet Arméintendenturförvaltningen. Efter nio års existens uppgick myndigheten den 1 juli 1963 i det nybildade Försvarets intendenturverk. (Försvarets intendenturverk uppgick i sin tur den 1 juli 1968 i det nybildade Försvarets materielverk.)
Chefen för armén var tillika chef för Arméintendenturförvaltningen. Det närmaste chefskapet över myndigheten utövades dock av en souschef, som bar tjänstebenämningen generalintendent. Souschefen var 1954–1963 ledamot av Försvarets förvaltningsdirektion.
Myndigheten bestod 1954–1959 av sju enheter: Materielbyrån, Förplägnadsbyrån, Drivmedelsbyrån, Häst- och veterinärmaterielbyrån, Administrativa byrån, Chefsexpeditionen och Förrådskontrollkontoret. Chef för Häst- och veterinärmaterielbyrån var överfältveterinären. Chefen för Administrativa byrån benämndes krigsråd. År 1959 ombenämndes Chefsexpeditionen till Centralbyrån, medan Häst- och veterinärmaterielbyrån inordnades som Hästsektionen i Centralbyrån. Även Förrådskontrollkontoret inordnades i Centralbyrån. Åren 1959–1963 var enheterna sålunda endast fem: Centralbyrån, Materielbyrån, Förplägnadsbyrån, Drivmedelsbyrån och Administrativa byrån.
Cheferna för byråerna var ledamöter av myndighetens styrelse.
Myndighetens verksamhet reglerades av följande instruktioner:
- Kungl. Maj:ts provisoriska instruktion för arméintendenturförvaltningen, Tjänstemeddelanden rörande lantförsvaret, serie A (TLA), 1954:44 (i kraft 1954-07-01–1959-06-30), med ändring i TLA 1957:53 (i kraft 1957-07-01).
- Kungl. Maj:ts instruktion för arméintendenturförvaltningen, SFS 1959:9 (i kraft 1959-07-01–1963-06-30), med ändringar i SFS 1959:315 (i kraft 1959-07-01) och SFS 1961:473 (i kraft 1961-10-01).

Myndigheten hade sitt kontor i Tre Vapen på Banérgatan 62–64 i Stockholm.[källa behövs]

## Verksamhet

### 1954 års instruktion
I myndighetens instruktion av år 1954 föreskrevs: ”Arméintendenturförvaltningen utövar under Kungl. Maj:t i tekniskt och ekonomiskt avseende högsta ledningen av och uppsikten över intendenturförvaltningen vid armén.” Därtill ålades myndigheten:
| ” | att föranstalta om de åtgärder, vilka erfordras för att armén skall vara försedd med för dess krigsberedskap ändamålsenlig och fullständig intendentur- och veterinärmateriel och övriga förnödenheter samt hästar och hundar; att ombesörja, att arméns intendentur- och veterinärmateriel hålles i tidsenligt och brukbart skick, att arméns förplägnad samt fasta och flytande bränslen handhaves på tillfredsställande sätt ävensom övervaka att armén tillhörande och övriga arméintendenturförvaltningen underställda förråd äro i fullständigt och gott skick; att fastställa ritningar och modeller till arméns intendentur- och veterinärmateriel, i den mån sådant icke ankommer på Kungl. Maj:t eller annan myndighet; att förvalta de medel, som av Kungl. Maj:t ställas till ämbetsverkets förfogande, ävensom de medel i övrigt, som underställas ämbetsverkets tillsyn och förvaltning; att, i vad angår arméintendenturförvaltningens ämbetsområde, utöva kontroll i fråga om handhavandet av förvaltningsärendena hos underlydande myndigheter ävensom tillse, att en ändamålsenlig hushållning med medel och materiel m. m. äger rum; att verkställa utredningar och avgiva utlåtanden i ärenden, som av Kungl. Maj:t eller chef för statsdepartement remitteras till ämbetsverket; att biträda överbefälhavaren med utarbetande av de förslag, som beröra verkets arbetsområde och som överbefälhavaren kan finna erforderligt avlåta till Kungl. Maj:t; att till överbefälhavaren inkomma med de yttranden och utredningar, som han påkallar och ämbetsverket kan lämna; samt att meddela chefen för försvarsstaben, försvarets övriga centrala förvaltningsmyndigheter ävensom försvarets förvaltningsdirektion de upplysningar, som dessa finna erforderliga med hänsyn till dem åvilande uppgifter och vilka beröra arméintendenturförvaltningens arbetsområde. | „ |

### 1959 års instruktion
I myndighetens instruktion av år 1959 föreskrevs: ”Arméintendenturförvaltningen utövar under Kungl. Maj:t i tekniskt och ekonomiskt avseende ledningen av och uppsikten över intendenturförvaltningen vid armén.” Därtill ålades myndigheten:
| ” | att föranstalta om de åtgärder, vilka erfordras för att armén skall vara försedd med för dess krigsberedskap ändamålsenlig och fullständig intendentur- och veterinärmateriel, övriga för intendenturtjänsten erforderliga förnödenheter samt hästar och hundar; att ombesörja att arméns intendentur- och veterinärmateriel jämte övriga för intendenturtjänsten erforderliga förnödenheter hållas i tidsenligt och brukbart skick samt, såvitt på ämbetsverket ankommer, övervaka att arméns förråd äro fullständiga och i gott skick; att, i vad angår arméintendenturförvaltningens ämbetsområde, utöva kontroll över handhavandet av förvaltningsärenden hos underlydande myndigheter ävensom genom bland annat förrådskontroll tillse, att en ändamålsenlig hushållning med medel och materiel äger rum; att fastställa ritningar till, modeller av och benämningar på arméns intendentur- och veterinärmateriel, i den mån sådant icke ankommer på Kungl. Maj:t eller annan myndighet; samt att på sätt särskilt stadgas handlägga ärenden rörande arméns lägerkassor. | „ |

## Chefer

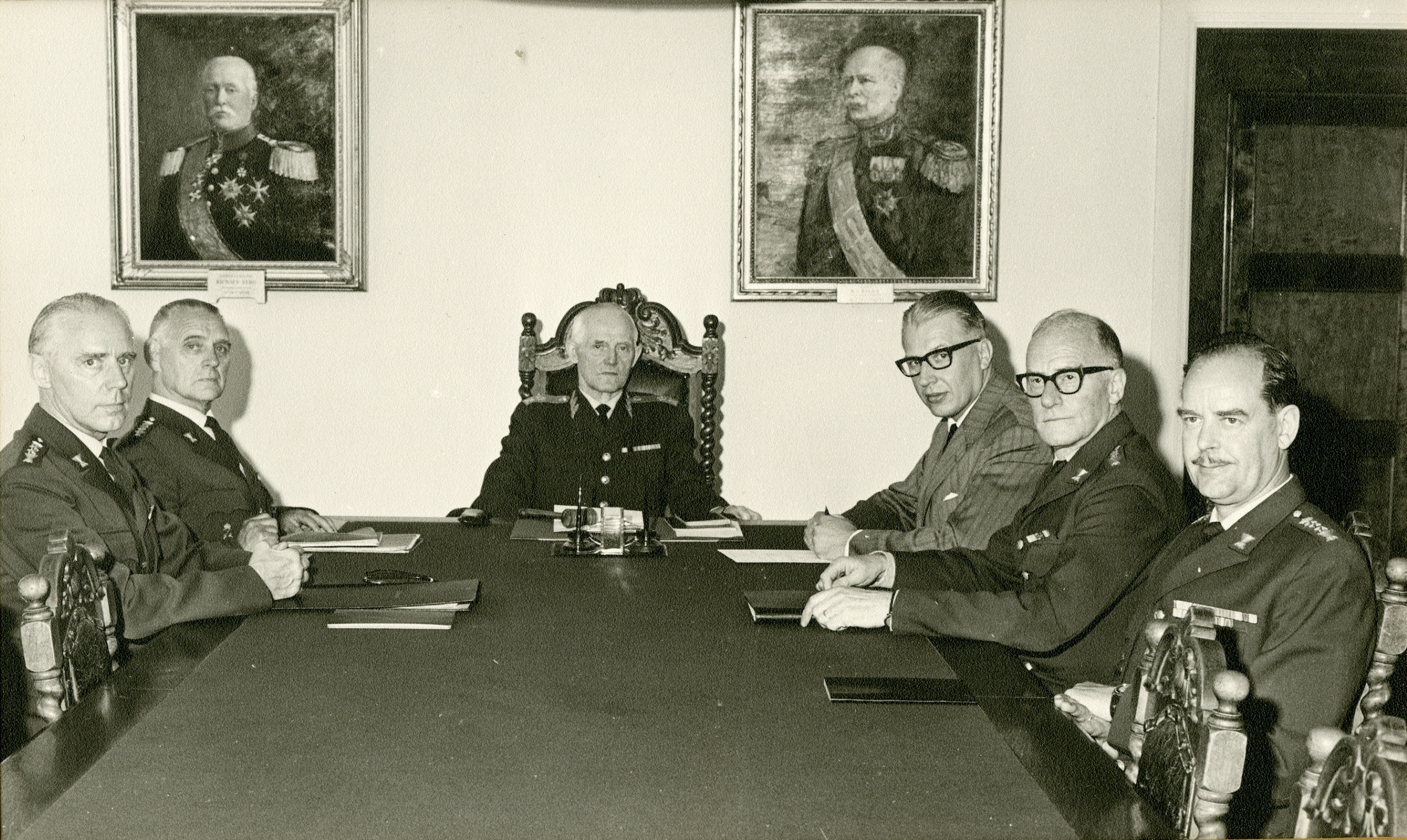
Grupporträtt av officerare från Arméintendenturförvaltningen. Förvaltningens sista plenum den 28 juni 1963. Från vänster till höger: Stig Leijonhufvud, Folke Diurlin, Hilding Kring, Åke Norrman, Henning Björkman, Helge Blomquist.

Generalintendenter och souschefer vid myndigheten
- 1954–1957: Generalmajor Ivar Gewert[12][13]
- 1957–1963: Generalmajor Hilding Kring[14]

Stabschef hos generalintendenten vid Chefsexpeditionen (från 1959 Centralbyrån)
- 1954–1963: Överstelöjtnant Stig Leijonhufvud[14] (befordrad till överste 1958)[15]

Chefer för Materielbyrån
- 1954–1957: Överste Ivan Modigh[12][13]
- 1957–1963: Överste Folke Diurlin[14]

Chefer för Förplägnadsbyrån
- 1954–1959: Överste Per Odensjö[9][16]
- 1959–1963: Överste Henning Björkman[14]

Chefer för Drivmedelsbyrån
- 1954–1961: Överste Valdemar Swedenborg[17][18]
- 1961–1963: Överste Helge Blomquist[14]

Chefer för Häst- och veterinärmaterielbyrån
- 1954–1957: Överfältveterinär Erik Liljefors[12][13]
- 1957–1959: Överfältveterinär Gunnar Krantz[13]

Chefer för Administrativa byrån
- 1954–1955: Krigsråd Tage Östergren[19][20]
- 1955–1957: Krigsråd Einar Nylander[12] (avliden 1957-11-13)[21]
- 1958–1963: Krigsråd Åke Norrman[14]

Chef för Förrådskontrollkontoret
- 1954–1959: Överstelöjtnant Stig Wilén[13]